# Amphilius kivuensis
Amphilius kivuensis är en fiskart som beskrevs av Jacques Pellegrin 1933. Amphilius kivuensis ingår i släktet Amphilius och familjen Amphiliidae. Inga underarter finns listade i Catalogue of Life.